# Seven Wonders (nummer)
"Seven Wonders" is een nummer van de Brits-Amerikaanse band Fleetwood Mac. Het nummer verscheen op hun album Tango in the Night uit 1987. Op 29 juni van dat jaar werd het nummer uitgebracht als de tweede single van het album.

## Achtergrond
"Seven Wonders" is geschreven door Sandy Stewart met behulp van bandlid Stevie Nicks. Nicks verzorgt ook de zang op het nummer. In het nummer zingt zij over een liefde uit het verleden. Zelfs wanneer zij de zeven wereldwonderen ("seven wonders") zou zien, zou dat niets zijn vergeleken met die relatie. Het nummer was een van de minder succesvolle singles van Tango in the Night, maar bereikte desondanks wereldwijd een aantal hitlijsten. In de Verenigde Staten kwam de plaat tot de 19e positie, terwijl in het Verenigd Koninkrijk een 56e  positie in de UK Singles Chart werd behaald. 
In Nederland werd de plaat een radiohit in de destijds twee hitlijsten en bereikte de respectievelijk 27e en 28e positie in de Nederlandse Top 40 en de Nationale Hitparade Top 100. In de Europese hitlijst, de TROS Europarade, wed géén notering  behaald, aangezien deze lijst op 25 juni 1987 voor het laatst werd uitgezonden op Radio 3.
In België bereikte de plaat de 27e positie in de voorloper van de Vlaamse Ultratop 50. In de Vlaamse Radio 2 Top 30 werd géén notering behaald.
In de videoclip van "Seven Wonders" is Nicks te zien terwijl zij op het midden van een podium staat, terwijl de andere leden van Fleetwood Mac om haar heen hun instrumenten bespelen en de achtergrondzang verzorgen. Op een diorama op de achtergrond zijn beelden van de zeven wereldwonderen te zien, waaronder de Taj Mahal, het Colosseum en de Sfinx van Gizeh. Ook staan er Griekse zuilen op het podium.
"Seven Wonders" is in 2009 gesampled door Pictureplane in hun nummer "Goth Star" en in 2013 door Calssixx in hun nummer "Hanging Gardens". Nicks zingt het nummer in de laatste aflevering van American Horror Story: Coven, die de titel "The Seven Wonders" draagt. Mede hierdoor keerde het nummer in de Verenigde Staten terug in de hitlijsten met een achttiende plaats in de Rock Digital Songs-lijst.

## Hitnoteringen

### Nederlandse Top 40
| Hitnotering: 01-08-1987 t/m 22-08-1987 | Hitnotering: 01-08-1987 t/m 22-08-1987 | Hitnotering: 01-08-1987 t/m 22-08-1987 | Hitnotering: 01-08-1987 t/m 22-08-1987 | Hitnotering: 01-08-1987 t/m 22-08-1987 | Hitnotering: 01-08-1987 t/m 22-08-1987 |
| Week                                   | 1                                      | 2                                      | 3                                      | 4                                      |                                        |
| -------------------------------------- | -------------------------------------- | -------------------------------------- | -------------------------------------- | -------------------------------------- | -------------------------------------- |
| Positie                                | 33                                     | 27                                     | 27                                     | 35                                     | uit                                    |

### Nationale Hitparade Top 100
| Hitnotering: 18-07-1987 t/m 12-09-1987 | Hitnotering: 18-07-1987 t/m 12-09-1987 | Hitnotering: 18-07-1987 t/m 12-09-1987 | Hitnotering: 18-07-1987 t/m 12-09-1987 | Hitnotering: 18-07-1987 t/m 12-09-1987 | Hitnotering: 18-07-1987 t/m 12-09-1987 | Hitnotering: 18-07-1987 t/m 12-09-1987 | Hitnotering: 18-07-1987 t/m 12-09-1987 | Hitnotering: 18-07-1987 t/m 12-09-1987 | Hitnotering: 18-07-1987 t/m 12-09-1987 | Hitnotering: 18-07-1987 t/m 12-09-1987 |
| Week                                   | 1                                      | 2                                      | 3                                      | 4                                      | 5                                      | 6                                      | 7                                      | 8                                      | 9                                      |                                        |
| -------------------------------------- | -------------------------------------- | -------------------------------------- | -------------------------------------- | -------------------------------------- | -------------------------------------- | -------------------------------------- | -------------------------------------- | -------------------------------------- | -------------------------------------- | -------------------------------------- |
| Positie                                | 70                                     | 50                                     | 35                                     | 28                                     | 30                                     | 32                                     | 50                                     | 71                                     | 94                                     | uit                                    |

### NPO Radio 2 Top 2000
| Nummer met noteringen in de NPO Radio 2 Top 2000 | '18  | '19  | '20  | '21  | '22 | '23  | '24  |
| ------------------------------------------------ | ---- | ---- | ---- | ---- | --- | ---- | ---- |
| Seven Wonders                                    | 1447 | 1529 | 1475 | 1345 | 995 | 1389 | 1272 |

1. ↑  Een vetgedrukt getal geeft de hoogste notering aan.
2. ↑  2018 was het eerste jaar met een notering voor dit nummer.